# Club Deportivo Pegaso
El Club Deportivo Pegaso fue un club de fútbol de la ciudad de Madrid (España), jugando en el estadio de la Ciudad Deportiva Pegaso, en el distrito de San Blas.

## Historia

### Denominaciones
- Club Deportivo Pegaso (1962–2000)
- Sección de Acción Deportiva Pegaso Tres Cantos (2000–2008)
- Sección de Acción Deportiva Galáctico Pegaso (2008–2010)

### Club Deportivo Pegaso (1962-2000)
El Club Deportivo Pegaso fue fundado por la empresa de camiones Pegaso en 1962 y compitió cinco temporadas en Segunda División B y 26 en Tercera División.

### Sección de Acción Deportiva Pegaso Tres Cantos (2000-2008)
En 2004 la S.A.D. Pegaso Tres Cantos disputó su último playoff de ascenso a Segunda B tras terminar 2º en el Grupo VII de Tercera División. 
Jugadores que luego tuvieron una carrera deportiva consolidada en el fútbol profesional de alto nivel como Jaime Mata, Quique Sánchez Flores, Juan Sabas, Alfredo Santaelena, Carlos Cuéllar, Carlos Arroyo, José Antonio García Calvo o Miguel Hernández (Campeón Olímpico en Barcelona’92), vistieron la camiseta de la S.A.D. Tres Cantos Pegaso.

### Sección de Acción Deportiva Galáctico Pegaso  (2008-2010)
En noviembre de 2008 el presidente del club durante las últimas 13 temporadas, Jesús Palencia, sufre una grave enfermedad que le obliga a retirarse del club y esto desencadenó en la venta del equipo, que fue adquirido por un grupo que descubrió que no tenía fondos. Tras esto, se sucedieron los impagos y el club entró también en crisis de resultados descendiendo a Regional Preferente y desapareciendo en 2010.

## Uniformidades

### Club Deportivo Pegaso
- Titular: Camiseta Azul y Blanca Arlequinada, pantalón azul, medias azules.
- Alternativo: Camiseta Roja y Blanca Arlequinada, medias rojas.

### Pegaso Tres Cantos y Galáctico Pegaso
- Titular: Camiseta Azul con una franja roja, pantalón azul, medias azules.
- Alternativo: Camiseta Roja, Pantalón rojo, medias rojas.

## Estadios

### Ciudad Deportiva Pegaso (1962-1990)
Hasta 1990, el C.D. Pegaso jugó en el estadio de la Ciudad Deportiva Pegaso, en el distrito de San Blas en Madrid. El recinto era conocido por albergar los entrenamientos de la selección española de fútbol.

### Estadio La Foresta (2000-2010)
El Pegaso Tres Cantos y el Galáctico Pegaso jugaban en el Estadio de La Foresta en Tres Cantos, con una capacidad aproximada de 2.000 espectadores. El Estadio es conservado por la Empresa Municipal de Servicios de Tres Cantos S.A. (EMS TC SA).

## Temporadas
- 5 temporadas en Segunda División B
- 34 temporadas en Tercera División
- 2 temporadas en Primera Regional Castellana
- 1 temporada en Regional Preferente de Madrid

| Temporada | División | Puesto | Copa del Rey |
| --------- | -------- | ------ | ------------ |
| 1967/68   | 3ª       | 8      |              |
| 1968/69   | 3ª       | 11     |              |
| 1969/70   | 3ª       | 11     |              |
| 1970/71   | Regional | 2      |              |
| 1971/72   | Regional | 2      |              |
| 1972/73   | 3ª       | 6      |              |
| 1973/74   | 3ª       | 12     |              |
| 1974/75   | 3ª       | 9      |              |
| 1975/76   | 3ª       | 11     |              |
| 1976/77   | 3ª       | 3      |              |
| 1977/78   | 2ªB      | 15     |              |
| 1978/79   | 2ªB      | 19     |              |
| 1979/80   | 3ª       | 6      |              |
| 1980/81   | 3ª       | 13     |              |
| 1981/82   | 3ª       | 5      |              |

| Temporada | División | Puesto | Copa del Rey |
| --------- | -------- | ------ | ------------ |
| 1982/83   | 3ª       | 4      |              |
| 1983/84   | 3ª       | 1      |              |
| 1984/85   | 3ª       | 13     |              |
| 1985/86   | 3ª       | 9      |              |
| 1986/87   | 3ª       | 2      |              |
| 1987/88   | 3ª       | 1      |              |
| 1988/89   | 2ªB      | 9      |              |
| 1989/90   | 2ªB      | 16     |              |
| 1990/91   | 2ªB      | 17     |              |
| 1991/92   | 3ª       | 9      |              |
| 1992/93   | 3ª       | 17     |              |
| 1993/94   | 3ª       | 12     |              |
| 1994/95   | 3ª       | 5      |              |
| 1995/96   | 3ª       | 12     |              |
| 1996/97   | 3ª       | 8      |              |

| Temporada | División | Puesto | Copa del Rey |
| --------- | -------- | ------ | ------------ |
| 1997/98   | 3ª       | 11     |              |
| 1998/99   | 3ª       | 15     |              |
| 1999/00   | 3ª       | 13     |              |
| 2000/01   | 3ª       | 15     |              |
| 2001/02   | 3ª       | 15     |              |
| 2002/03   | 3ª       | 15     |              |
| 2003/04   | 3ª       | 2      |              |
| 2004/05   | 3ª       | 6      |              |
| 2005/06   | 3ª       | 6      |              |
| 2006/07   | 3ª       | 17     |              |
| 2007/08   | Regional | 1      |              |
| 2008/09   | 3ª       | 16     |              |
| 2009/10   | 3ª       | 20     |              |

## Palmarés

### Campeonatos nacionales
- Tercera División (2): 1983-84 (Grupo VII) y 1987-88 (Grupo VII).
- Subcampeón de Tercera División (2): 1986-87 (Grupo VII) y 2003-04 (Grupo VII).

### Campeonatos regionales
- Regional Preferente de Madrid (1): 2007-08 (Grupo 1) (como Galáctico Pegaso).[4]
- 1.ª Regional Ordinaria Castellana (1): 1966-67.[5]
- 2.ª Regional Ordinaria Castellana (1): 1964-65 (Grupo 1).[6]
- Copa Comité (1): 1963-64.[7]
- Subcampeón de la 1.ª Regional Ordinaria Castellana (2): 1970-71[8] y 1971-72.[9]
- Subcampeón de la 2.ª Regional Ordinaria Castellana (1): 1963-64 (Grupo 1).[10]

### Torneos amistosos
- Torneo de San Ginés (1): 1975.
- Trofeo Vallehermoso (1): 1976.
- Trofeo Uralita (1): 1981.
- Trofeo Ciudad de Benavente (1): 1981.[11]

### Palmarés del S. A. D. Pegaso-Tres Cantos "B"
Campeonatos regionales
- Primera Regional de Madrid (1): 2002-03 (Grupo 1).[12]
- 2.ª Regional Ordinaria Castellana (1): 1983-84 (Grupo 3) (Como C. D. Pegaso Promesas).[13]
- 3.ª Regional Preferente Castellana (1): 1981-82 (Grupo 4) (Como C. D. Pegaso Promesas).[14]

### Palmarés del S. A. D. Pegaso-Tres Cantos "C"
Campeonatos regionales
- Subcampeón de la Primera Regional de Madrid (1): 2007-08 (Grupo 2).[15]